# Juraj Černý
Juraj „Ďuro“ Černý (10. července 1961 Bratislava – 26. února 2016 Mosonmagyaróvár) byl slovenský bubeník, který se proslavil zejména jako bubeník hardrockové skupiny Tublatanka, kterou v roce 1982 založil společně s Martinem Ďurindou. Za 10 let působení s Tublatankou nahrál 7 studiových alb. V roce 1996 skupinu opustil. Vedle Tublatanky hrál i ve významné slovenské punkové skupině Slobodná Európa. V roce 1995 se stal autorem projektu Ďuro Černý Company, kde spojil několik hvězd domácí hudební scény.
Ďuro Černý používal bicí značky Pearl a za povšimnutí stojí použití dvojšlapky, např. na albu Žeravé znamenie osudu.
Vystudoval dokumentární tvorbu na VŠMU v Bratislavě. Po odchodu z Tublatanky se tedy věnoval této oblasti - filmy, režie, scénáře, kamera. (Např. klip skupiny Hex - Som On). V první polovině 90. let měl problémy s drogami, konkrétně s heroinem. Následovaly problémy s Tublatankou, neschopnost vystupovat apod. Podstoupil však intenzivní léčbu a při odchodu ze skupiny v roce 1996 byl už "čistý". Dlouhých dvacet let se potýkal se vzácnou střevní chorobou, která nakonec vedla k jeho předčasné smrti.
Zemřel dne 26. února 2016. Příčinou smrti byla perforace tlustého střeva.